# 항아리곰팡이병

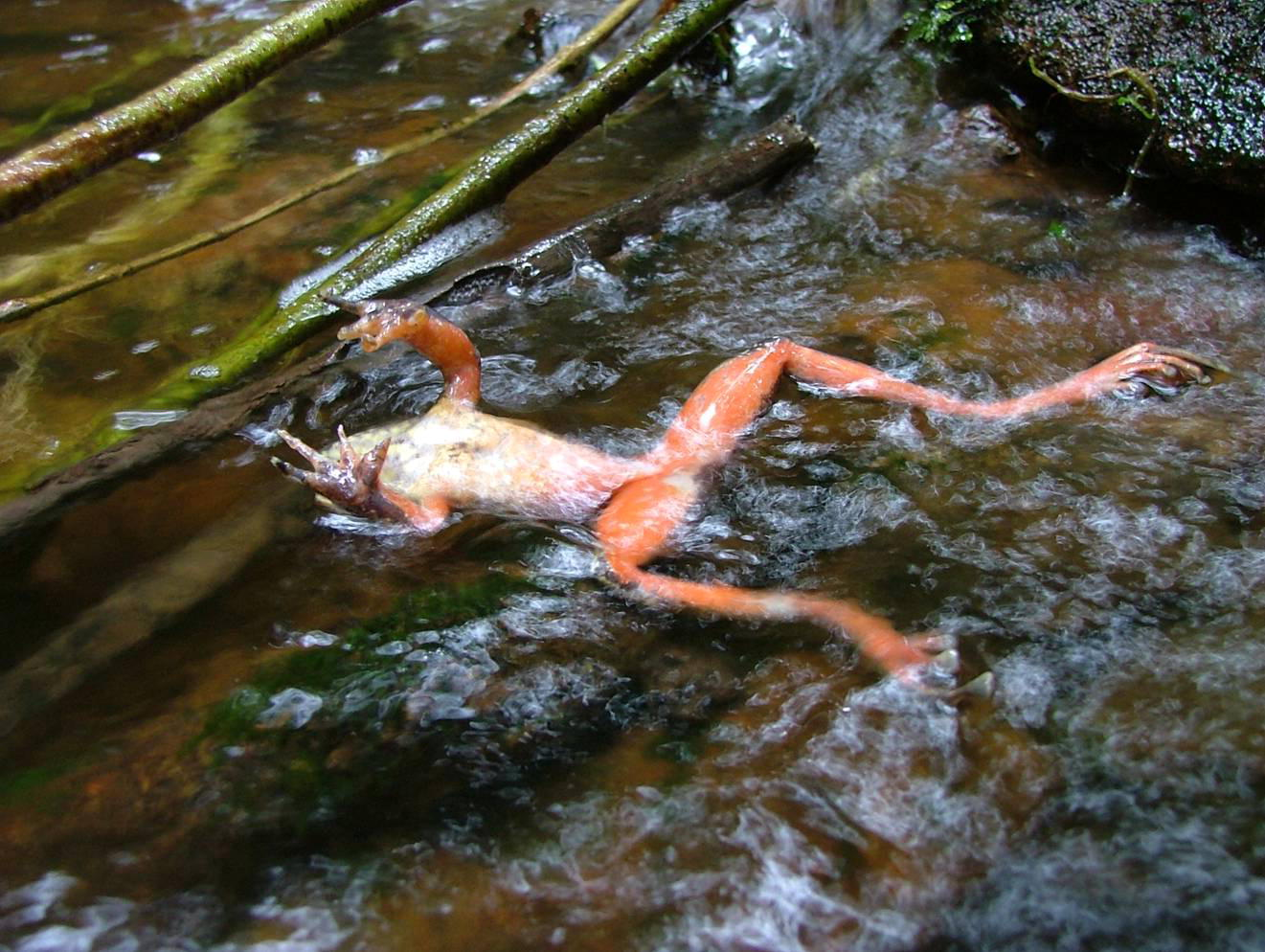
항아리곰팡이병으로 죽은 개구리.

항아리곰팡이병(라틴어: chytridiomycosis 키트리디오미코시스[*])은 호상균류 곰팡이인 항아리곰팡이를 병원체로 하여 양서류에게 발병하는 피부병이다. 21세기 현재 북아메리카, 중앙아메리카, 남아메리카, 오스트레일리아 동부, 카리브 제도 일대에서 양서류의 급격한 개체 감소, 심하면 멸종에 이르는 사건이 급증하고 있는데, 이 병이 그 원인으로 지목된다. 가까운 시일 안에 신대륙 전역에 퍼질 것으로 예상된다.
호상균 곰팡이는 어떤 양서류에게는 산발적 죽음을, 어떤 양서류에게는 100%의 치사율을 나타낸다. 현재로서 야생에서 이 병을 제어할 수 있는 수단은 발견된 바 없다. 단 한반도에 서식하는 개구리들의 경우, 항아리곰팡이에 면역이 있다. 전세계적으로 진행 중인 양서류 개체 감소에 큰 기여를 한 것으로 추측되며, 세계의 양서류 중 30%가 이 병에 감염된 것으로 추산된다.

## 같이 보기
- 항아리곰팡이